# Tetrastemma flavida
Tetrastemma flavida är en djurart som tillhör fylumet slemmaskar, och. Tetrastemma flavida ingår i släktet Tetrastemma och familjen Tetrastemmatidae. Inga underarter finns listade i Catalogue of Life.